# Vergas (Minnesota)
Vergas ist ein kleiner Ort südlich der Kleinstadt Detroit Lakes im US-Bundesstaat Minnesota. Das U.S. Census Bureau hat bei der Volkszählung 2020 eine Einwohnerzahl von 348 ermittelt.
Er wurde 1906 als Altona gegründet und kurze Zeit später in Vergas umbenannt. Grund dafür war, dass die Bahnstation der Minneapolis, St. Paul and Sault Ste. Marie Railway (Soo Line), um die sich der Ort entwickelte, schon vorher „Vergas“ hieß.
Vergas ist auch für seine riesige Vogel-Skulptur bekannt. Sie ist mit ca. 6,10 Meter (20 feet) eine der größten Vogel-Skulpturen der Vereinigten Staaten von Amerika.